# France Hamel
Pour les articles homonymes, voir Hamel.
France Hamel (née le 7 août 1952 à Québec) est une femme politique québécoise. Elle a été députée du Parti libéral du Québec à l'Assemblée nationale du Québec, représentant la circonscription de La Peltrie de 2003 à 2007. Elle est l'épouse d'Alain Hamel et mère de deux enfants. 

## Biographie
Résidante de Saint-Augustin-de-Desmaures, dans le comté de La Peltrie, depuis 1982, elle a terminé ses études secondaires, cours classique, au Couvent La Présentation-de-Marie à Granby et fait ses études collégiales en administration au Cégep de Granby Haute-Yamaska.
Avant de se lancer en politique provinciale, elle a occupé un poste de représentante pour IBM Canada et un poste de gestionnaire et promotrice d'événements à titre de déléguée commerciale au Service des colloques et congrès du Campus Notre-Dame-de-Foy. Elle est aussi propriétaire associée de Gestion immobilière Hamel. Dans le milieu des affaires, elle a été membre des Chambres de commerce de Sainte-Foy et Métropolitaine de Québec.
De 1997 à 2001, elle fut Conseillère municipale à Saint-Augustin-de-Desmaures. Au début des années 2000, en plus d'être membre de diverses associations sociales et culturelles de la ville, elle devient membre du conseil d'administration de la Fondation Campus Notre-Dame-de-Foy (2001-2002) et membre du conseil d'administration de la Corporation de développement économique de Saint-Augustin-de-Desmaures (2001-2003). À cette même époque, elle devient présidente du Comité de mise en valeur et de sauvegarde du patrimoine de Saint-Augustin (2002-2003).
Aux élections de 2003, elle est élue députée de la circonscription de La Peltrie aux élections générales sous la bannière du Parti libéral du Québec.  Elle a été membre de diverses commissions de parlementaires: Commission de la culture, Commission de l'économie et du travail depuis le 5 juin 2003, Commission de l'Aménagement du territoire, Assemblée parlementaire de la francophonie (APF) (section du Québec), Confédération parlementaire des Amériques (section du Québec), Délégation de l'Assemblée nationale pour les relations avec la France (DANRF).  Elle est également présidente de séance à partir du 5 juin 2003.
Lors du débat sur les réorganisations municipales québécoises, France Hamel a milité pour les défusions des villes de Saint-Augustin-de-Desmaures et de L'Ancienne-Lorette de la ville de Québec.
Elle a été défaite par près de 10 000 voix lors de l'élection de 2007 par le candidat adéquiste Éric Caire.
De 2013 à 2017, elle est conseillère municipale à Saint-Augustin-de-Desmaures. Elle est mairesse suppléante en 2015.
Elle est récipiendaire, en 2005, de la Médaille de l'Assemblée nationale.